# Čechtice
Čechtice är en köping i Tjeckien.   Den ligger i regionen Mellersta Böhmen, i den centrala delen av landet, 70 km sydost om huvudstaden Prag. Čechtice ligger 477 meter över havet och antalet invånare är 1 410.
Terrängen runt Čechtice är huvudsakligen platt, men västerut är den kuperad. Runt Čechtice är det glesbefolkat, med 18 invånare per kvadratkilometer. Närmaste större samhälle är Zruč nad Sázavou, 13,5 km norr om Čechtice. Omgivningarna runt Čechtice är en mosaik av jordbruksmark och naturlig växtlighet.